# VfB Peine
VfB Peine is een Duitse sportclub uit Peine, Neder-Saksen en werd in 1904 opgericht. De club is actief in onder meer badminton, gymnastiek, handbal, tafeltennis en voetbal.

## Geschiedenis
De club werd in 1904 opgericht als FC Merkur Peine, clubkleuren waren groen-rood. De club sloot zich aan bij de Noord-Duitse voetbalbond en speelde in de competitie van Braunschweig, toen de hoogste klasse. Tussen 1917 en 1919 speelde de club samen met Komet Peine als Peiner SV Merkur/Komet. In 1919 werd de fusie ongedaan gemaakt en werd de club heropgericht als VfB Peine. 